# 光専寺 (あま市)
光専寺（こうせんじ）は、愛知県あま市東溝口にある寺院。
浄土真宗高田派。客物は木造薬師如来像。

## 由緒
天台宗寺院として建てられたが、永禄7年（1564年）、道海により復興を果たした。以来光専坊と称してきたが、終戦後「坊」が「寺」に改められた。客仏の薬師如来坐像は杉材の寄木造り。像高51.6センチメートル。ところどころに虫食いと後世の補修があって多少印象を損ねているが、生き生きとした明快が顔立ち、丁寧な衣紋の彫など造形的にも技術的にも優れている。

### 薬師如来の胎内仏
造阿弥陀如来坐像。一木造り。像高17.9センチメートル。寺伝では薬師如来の胎内仏というが、像種が異なる点がやや不審である。像の背面は荒彫のままで、後頭部に螺髪もさせる。小像ながら品格があり、顏もおおらかで藤原時代の特徴をよく示している。薬師像より古い12世紀頃の作品である。

## 所在地
あま市東溝口2丁目